# Carlos Slim Helú
Carlos Slim Helú (Città del Messico, 28 gennaio 1940) è un imprenditore messicano.
Opera in molteplici settori, dalle telecomunicazioni, all'attività bancaria e assicurativa, al monopolio del tabacco e del petrolio nel suo Paese. È stato l'uomo più ricco del mondo dal 2010 al 2013, e dal 2016 è il maggiore azionista della The New York Times Company.
Al 23 agosto 2023, secondo Forbes, è il tredicesimo uomo più ricco al mondo, con un patrimonio di 95,3 miliardi di dollari, e il più ricco del Messico.

## Biografia
I suoi genitori, libanesi cristiano-maroniti, si erano trasferiti in Messico nel 1902 dove aprirono un negozio. Carlos Slim Helú, che è maronita, si iscrisse all'Università nazionale autonoma del Messico, dove conseguì la laurea in ingegneria civile nel 1961; iniziò subito a lavorare in varie aziende riuscendo anche a collaborare con importanti organismi internazionali. Cominciò ad avere fortuna con l'impiego in grandi multinazionali come Altria Group e Alcatel. In seguito si mise in proprio e fondò il Grupo Carso.
Le aziende del settore delle costruzioni, delle bevande analcoliche, della stampa, del settore immobiliare, dell'imbottigliamento e delle miniere sono state al centro della nascente carriera aziendale di Slim. In seguito si espanse in numerosi settori tra cui ricambi auto, alluminio, compagnie aeree, prodotti chimici, tabacco, produzione di cavi e fili, carta e imballaggi, estrazione di rame e minerali, pneumatici, cemento, vendita al dettaglio, hotel, distributori di bevande, telecomunicazioni e finanziarie servizi in cui Slim's Grupo Financiero Inbursa - che vende assicurazioni e investe i risparmi, fondi comuni e piani pensionistici di milioni di comuni messicani. Nel 1972, aveva fondato o acquisito altre sette imprese in questi settori, tra cui una che noleggiava attrezzature per l'edilizia. Nel 1977, si è ramificato con l'acquisizione di una quota del 60% di Galas de México, una piccola stampante di etichette di pacchetti di sigarette, per 1 milione di dollari e nel 1980 ha consolidato i suoi interessi commerciali formando Grupo Galas come la società madre di un conglomerato che aveva interessi nell'industria, nell'edilizia, nell'industria mineraria, nella vendita al dettaglio, nel cibo e nel tabacco. Nel 1981 Slim acquisì una quota di maggioranza in Cigarros la Tabacelera Mexicana (Cigatam), il secondo produttore e distributore di sigarette messicano, a un prezzo ridotto.
L'attività di Carlos Slim ha continuato a diversificarsi in diversi settori. Nel 1997 ha acquisito oltre il 3% delle azioni di Apple, poco prima del lancio dell'iMac; pertanto è riuscito a moltiplicare rapidamente la sua fortuna. Sempre nel 1997 ha rilevato Prodigy, un fornitore internet americano, riuscendo a rendere questa azienda un potente server di vari servizi Internet fino a raggiungere un'alleanza con MSN e lanciare un portale spagnolo con Microsoft.
Il 10 settembre 2008, ha acquistato il 6,4% dal New York Times, 9,1 milioni di azioni, per un valore di circa $ 123 milioni di dollari. Secondo Slim, si trattava di una iniziativa strettamente finanziaria. Con questa partecipazione è diventato il terzo maggiore azionista della società, dopo la famiglia Ochs-Sulzberger, che ha mantenuto il controllo del Times dal 1898, e l'hedge fund Harbinger Capital Partners. Nel 2015, dopo un investimento di 250 milioni di dollari nel gruppo editoriale per evitare problemi con i creditori, è diventato nel 2016 il singolo maggiore azionista con il 17,4%.
È diventato il più importante magnate delle telecomunicazioni dell'America Latina: detiene, infatti, il controllo di tre delle più importanti società del continente, la Telmex, la Telcel, e la América Móvil. Messe insieme, le tre aziende controllano circa il 73% del traffico di telefonia mobile dell'America latina, con oltre 100 milioni di utenti. Nel 2011, insieme al magnate dei media Rupert Murdoch, voleva fondare un consorzio per il controllo della Formula 1, ma il patron Bernie Ecclestone bollò queste voci come "spazzatura" e dichiarò la Formula 1 "non in vendita".
Il suo impero, che secondo la rivista Fortune realizza il 5% del PIL messicano, non si limita al mondo delle telecomunicazioni. La cassaforte di famiglia possiede banche e catene di ristoranti, piantagioni di tabacco. Nel 2012 la sua società Grupo Carso è diventata azionista di maggioranza (35% delle azioni) della squadra di calcio spagnola Real Oviedo e il 30% delle squadre di calcio messicane Club León e Club de Fútbol Pachuca.

### Il Museo Soumaya
Carlos Slim ha dedicato un museo alla moglie, scomparsa prematuramente, il Soumaya Museum. La sua collezione di 70.000 oggetti d'arte che abbracciano un periodo di dieci secoli comprende opere di Leonardo da Vinci, quadri di Tiziano, Tintoretto, El Greco, Rubens, Dalí, Modigliani, Chagall e Miró, oltre a molte opere di Auguste Rodin, di cui Slim possiede la più importante collezione privata e la più ampia al di fuori della Francia.

## Vita privata
Carlos Slim è stato sposato con Soumaya Domit dal 1967 fino alla sua morte nel 1999. Sei i figli: Carlos, Marco Antonio, Patrick, Soumaya, Vanessa e Johanna. I tre figli maggiori lavorano in posizione chiave nelle società controllate da Slim che nel 1999 ha subito un intervento al cuore.
Nel suo ufficio Slim non tiene un computer e preferisce invece conservare tutti i suoi dati finanziari in quaderni ben tenuti.  Cattolico maronita,  è uno dei principali sostenitori dei Legionari di Cristo, istituto religioso cattolico romano.

## Ricchezza

### Immobili
Slim vive in una villa con 6 camere da letto nel quartiere Lomas de Chapultepec di Città del Messico, vicino a dove è cresciuto, e che è stata la sua residenza per oltre 40 anni. La holding immobiliare di Slim, Inmobiliaria Carso, sviluppa, investe, possiede e gestisce molte proprietà residenziali e commerciali in tutto il Messico. La società possiede oltre 20 centri commerciali, di cui dieci a Città del Messico, e gestisce negozi nel paese con marchi statunitensi tra cui le filiali messicane di Saks Fifth Avenue e Sears. Slim ha fatto investimenti immobiliari privati in tutto il mondo, in particolare negli Stati Uniti. Ha tra l'altro acquisito la 417 Fifth Avenue, una torre per uffici di 11 piani per 140 milioni di dollari e anche un pezzo dell'ex edificio del New York Times sulla West 43rd street. Controlla circa 8 acri di immobili di primo livello di Beverly Hills all'angolo tra Wilshire e Santa Monica Boulevards.
Nel maggio 2014, Slim ha aperto Inbursa Aquarium, il più grande acquario dell'America Latina. Slim possiede la villa dei Duke Seamans, una residenza del 1901 sulla 5th Avenue a New York City, che ha acquistato per 44 milioni di dollari nel 2010. La villa è di 20.000 piedi quadrati e dispone di 12 camere da letto, 14 bagni e uno studio medico nel seminterrato. Nel maggio 2015, la proprietà è stata messa in vendita per 80 milioni di dollari, quasi il doppio di quanto aveva pagato. Nell'aprile 2015, Slim ha acquistato il Marquette Building di Detroit e ha rilevato il quartier generale di PepsiCo Americas Beverages a Somers, New York, per 87 milioni di dollari. Slim possiede una seconda villa a New York City al 10 W. 56th St, che ha affittato all'inizio del 2015 al John Barrett Salon per 1,5 milioni di dollari all'anno. La proprietà è stata acquistata nel 2011 per 15,5 milioni di dollari.

### Reazioni
La crescente fortuna di Slim è stata oggetto di controversie, perché è stata accumulata in un paese in via di sviluppo in cui il reddito medio pro capite non supera i 14.500 dollari all'anno e quasi il 17% della popolazione vive in povertà.  I critici sostengono che Slim sia un monopolista, indicando il controllo che ha Telmex sul 90% del mercato telefonico fisso messicano. La ricchezza di Slim è l'equivalente di circa il 5% della produzione economica annuale del Messico. Telmex, di cui il 49,1% è di proprietà di Slim e della sua famiglia, addebita tra le commissioni di utilizzo più alte del mondo, secondo l'Organizzazione per la cooperazione e lo sviluppo economico. La presenza commerciale di Slim solo in Messico è così ampia che molti messicani trovano appropriato chiamare il paese "Slimlandia" in quanto è quasi impossibile passare una giornata in Messico senza contribuire alla ricchezza di Slim.
Secondo Celso Garrido, economista dell'Universidad Nacional Autónoma de México, il dominio di Slim sui conglomerati messicani impedisce la crescita delle aziende più piccole, con conseguente carenza di posti di lavoro remunerativi, costringendo molti messicani a cercare una vita migliore negli Stati Uniti.
Slim è stato criticato dal ministro degli affari economici olandese, Henk Kamp, nel 2013 per aver tentato di espandere il suo impero delle telecomunicazioni oltre le Americhe con l'offerta di acquisto da parte di América Móvil  nei riguardi di KPN, un operatore olandese di telecomunicazioni fisse e mobili. Kamp ha ribadito le sue critiche a Slim affermando: "un'acquisizione di KPN da parte di una 'società straniera' potrebbe avere conseguenze per la sicurezza nazionale dei Paesi Bassi".  Due anni dopo il fallimento dell'offerta di Slim di rilevare la società, principalmente a causa dell'intervento politico e dello scarso interesse di Slim nell'acquistare la società, l'America Movil SAB di Slim ha iniziato a offrire 2,25 miliardi di euro. America Movil ora controlla una quota del 21,1% di KPN con un valore di mercato di 3,1 miliardi di euro al 20 maggio 2015. Slim ha lentamente ridotto le sue partecipazioni da quando è stato costretto a ritirare un'offerta da 7,2 miliardi di euro per la compagnia telefonica olandese nel 2013 dopo il fallimento delle trattative.
In risposta alle critiche, Slim ha dichiarato: "Quando vivi per le opinioni degli altri, sei morto. Non voglio vivere pensando a come sarò ricordato [dal popolo messicano]". Quando gli è stato chiesto di spiegare il suo improvviso aumento di ricchezza in una conferenza stampa subito dopo la pubblicazione delle classifiche annuali di Forbes, ha detto: "Il mercato azionario sale... e scende", facendo notare che la sua fortuna poteva anche rapidamente cadere.
Nel 2016, l'allora candidato alla presidenza degli Stati Uniti Donald Trump ha accusato Slim di essere coinvolto in articoli editoriali critici nei suoi confronti pubblicati sul New York Times durante la sua campagna presidenziale del 2016 . Il Times ha risposto a queste accuse dicendo che Slim non aveva mai interferito nella politica editoriale.
Un anno più tardi, nel 2017, Trump, diventato nel frattempo presidente degli Stati Uniti, e Slim si sono incontrati di persona. Slim ha parlato abbastanza positivamente dell'incontro.